# Basilika Santa María La Mayor

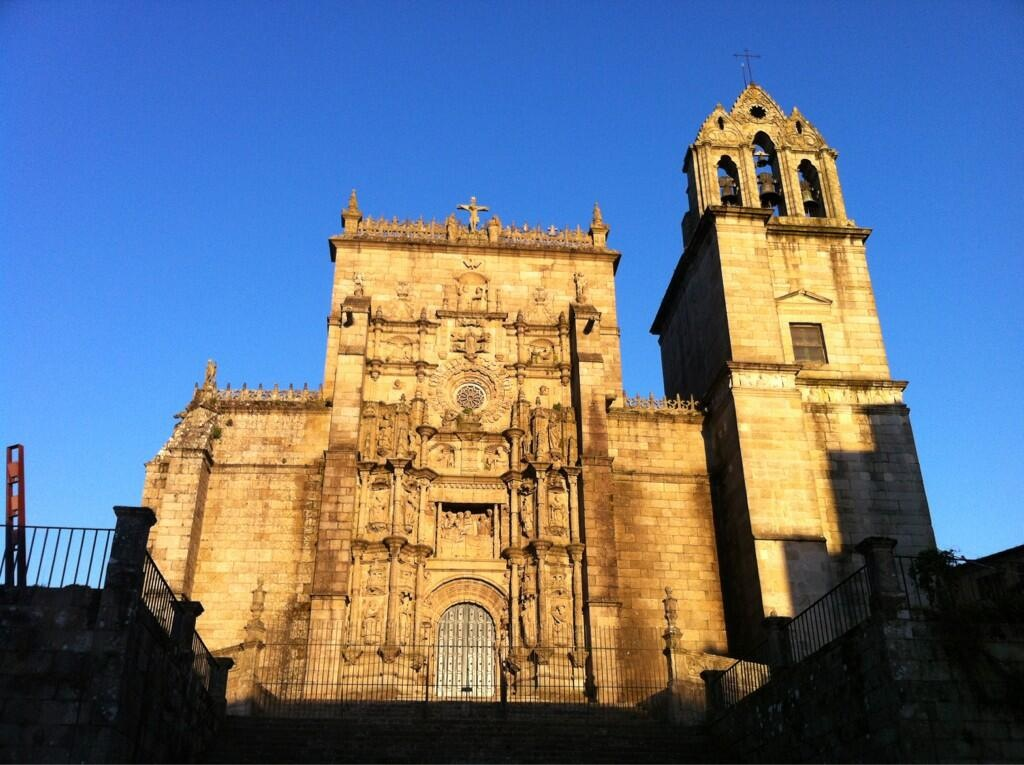
Fassade der Basilika

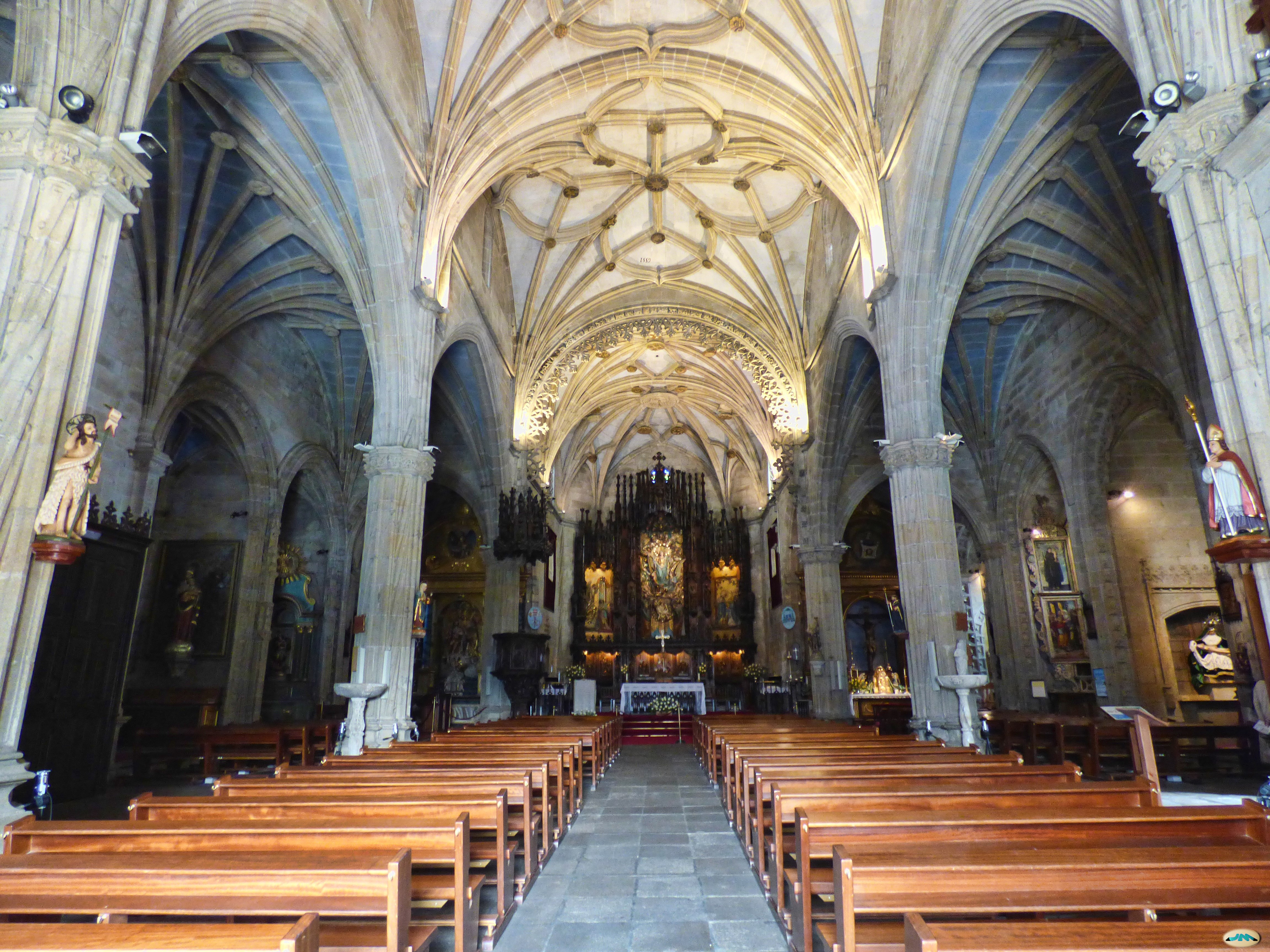
Innenraum

Die Basilika Santa María La Mayor ist eine Kirche in Pontevedra an der galicischen Küste Spaniens. Die Marienkirche des Erzbistums Santiago de Compostela aus dem 16. Jahrhundert hat seit 1962 den Rang einer Basilica minor und ist seit 1931 als historisches Kulturgut aufgeführt, sie trägt als einziges galicisches Bauwerk die Auszeichnung als santuario real (deutsch Königliches Heiligtum), die sie im Jahr 2000 von König Juan Carlos I. von Spanien erhielt.

## Geschichte
Die Marienbasilika liegt als Hauptkirche in der Altstadt von Pontevedra und wurde anstelle einer romanischen Kirche errichtet. Der Bau der Kirche wurde von den Erzbischöfen von Santiago de Compostela, mehreren örtlichen Adelsfamilien, der Fischereizunft und der Handelsschifffahrtsvereinigung sowie Bruderschaften gefördert. Sie wurde nach den Plänen von Juan de los Cuetos und Diego Gil, Cornielles de Holanda, Mateo López, Sebastián Barros, Domingo Fernándes und Juan Noble
gebaut.

## Beschreibung
Die Kirche wurde als gotisches Bauwerk mit Einflüssen des Manuelinik des nahen Portugals gestaltet. Oberhalb der breiten Haupttreppe erhebt sich die westliche Eingangsfassade. Diese wurde im plateresken Stil von Cornielis de Holanda und Juan Noble 1541  fertiggestellt. Das Portal im Mittelteil der Fassade wird von einem Rundbogen überwölbt, neben dem Skulpturen der Heiligen Petrus und Paulus stehen. Auf dem oberen Teil der Tür befindet sich ein Relief der Jungfrau Maria; darüber wurden Medaillons in Form von Jakobsmuscheln sowie Skulpturen von Heiligen, biblischen und auch historischen Figuren installiert., im oberen Teil befindet sich ein Rosettenfenster. Die Fassade wird von einem Kalvarienberg und schließlich einem Wappen gekrönt, das für den manuelinischen Stil typisch ist. An den Seiten der Fensterrose finden sich zwischen den Heiligen auch Büsten von Christoph Kolumbus und Hernán Cortés. Die Fassade auf der Südseite des Gebäudes besitzt ein barockes Portal mit einem halbkreisförmigen Steinbogen, das Querschiff ragt weit heraus.
In der dreischiffigen Kirche zeigt das Hauptschiff die Dominanz des Renaissancestils, während die beiden Seitenkapellen im spätgotischen Stil stehen. Die Schiffe sowie die Seitenkapellen wurden mit Kreuzrippengewölben bedeckt, die von Diego de Siloé im Jahr 1522 geschaffen wurden. Die Capella maior besitzt ein Retabel aus Kastanien- und Nussholz, das zwischen Ende des 19. und Anfang des 20. Jahrhunderts vom galicischen Bildhauer Máximo Magariños geschaffen wurde, der auch die Kanzel sowie die vierzehn Kreuzwegstationen schuf.
Erwähnenswerte Kapellen sind:
- Die Christuskapelle, die auch als Kapelle des Guten Jesus und sogar der Qualen bekannt ist. Ihr barocker Altar stammt aus dem 18. Jahrhundert von José

Ferreiro.
- Kapelle der Purísima, mit ihrem hölzernen Altaraufsatz (in dem das Bildnis der Virgen de la Esperanza, bekannt als die Virgen de la O, die Schutzpatronin der Stadt Pontevedra ist) mit fünf Tafeln aus dem Jahr 1500 und einem Werk des portugiesischen Bildhauers Atayde.[6]
- Altar der Schmerzhaften Jungfrau, in dem sich ein barockes Altarbild befindet, in dessen unterem Teil im Inneren einer Glasurne ein liegender Christus zu sehen ist.